# Pologașu
La rivière Pologașu, ou rivière Măgura, est une rivière de Roumanie, affluent de la rivière Lotrioara. 